# 10282 Emilykramer
A 10282 Emilykramer (ideiglenes jelöléssel (10282) 1981 ET46) a Naprendszer kisbolygóövében található aszteroida. Schelte J. Bus fedezte fel 1981. március 2-án.

## Kapcsolódó szócikk
- Kisbolygók listája (10001–10500)